# 翔丸
『翔丸』（しょうまる）は、能條純一による日本の漫画。『コミックモーニング』（講談社）において1987年13号から1989年6号に掲載された。当初は不定期掲載、のちに隔週連載。同じく能條の『天の男』や『ゴッドハンド』に見られる「悪のカリスマ」を描いた系統の作品である。ストーリーは翔丸本人、あるいは関係者の回想とモノローグによる形を取られ、過去に起きた翔丸と「翔丸組」の活動が語られる。

## あらすじ
「カッターを持った悪のカリスマ・翔丸」。カッターナイフで切ることにより相手を「洗礼」、心酔させる能力を持った「悪の天才」翔丸は、ズバ抜けた頭脳と智略をもとに、暴力による日本制覇を狙う。

## 登場人物
※ 登場人物には漢字のルビが振られていないことが多いため、読み方は省略（一部を除く）。
竹田 翔丸（たけだ しょうまる）
本作の主人公。カッターナイフを持った「悪の天才」にして、作者いわく「神に最も近い“悪としての存在”」。元々はいじめられっ子だったが、カッターナイフで自身の頬を切ったことにより、自身の中に棲む悪の本性に出会う。また他人を切りつけることによって「洗礼」し、切った相手を心酔させる能力を持つ。なお、この能力の原理等、詳細については作中では語られていない。
入るべきと思った人物には「翔丸組に入るんだ」「翔丸組へ入れてあげる」と言う。逆に見込みの無い者には「翔丸組には入れられぬ」と言う。
中学二年生（14歳）の時にいじめで顔を殴られた折、自宅で自身の頬を切ったことにより覚醒した。いじめを行った相手は渡辺を筆頭としたグループであり、まず渡辺とその配下を支配下に置いた。覚醒時、父親は単身赴任で、母親と二人で暮らしていた。モノローグにより、父親と離れて暮らしたことが覚醒の「要因の一つにあげられるかもしれない」と語られる。母親からは「翔ちゃん」と呼ばれていた。
中学は首席で卒業する。国立大学生を凌駕する頭脳を持ちながら、高校は都内で三流、不良の巣窟と呼ばれていた都立曙高校に入学する。名前を笑った担任教師をカッターナイフで恫喝し、クラス（1年A組）を掌握、渡辺によりこのクラスは「翔丸組」と名付けられる。2日で曙高校を完全掌握する。
東京近郊の米軍T基地にて将校の1人を「翔丸組」に入れ、戦車やヘリコプターを調達することが出来るようになった。
曙高校の次は佐伯組の完全掌握を始める。組長・佐伯大造をその息子の明男、若頭の後藤らを使い屈服させる。
佐伯大造との「戦争ゲーム」中に「日本が欲しい」と決意する。
日本を掌握するために、影の実力者である神堂コンツェルン・神堂一と対峙する。「神堂市」で執り行われた「神堂祭」に日本刀を持って乗り込み、神堂に宣戦布告する。
神堂が尖兵として送り込んだ宇佐美には、翔丸がでっちあげた神堂の真実の姿のビデオを見せ、動揺させる。宇佐美は「翔丸組」に入った後、テレビで「水明新教」について会見、神堂を糾弾した。
続いて宇佐美の会見のせいで新宿の街中で「水明新教」信者に襲われる。だがライフルを持った者には余裕で向かい屈服させ、次に弾丸を1発だけ残したロシアンルーレットの勝負にも勝つ。
神堂との最終対決では、相手が苦手な閉所（エレベーター）に押し込め、また遊園地でニセの母親と対面させ、心の支えとしていた観音菩薩を破壊する衝動を芽生えさせた。破壊後に母の愛を壊したと心のバランスを失った神堂に「観音菩薩の代わりになるもの」として「翔丸組」に入れた。なお、「翔丸組」に入れるために2回切ったのは神堂のみである。
エレベーターで新堂と対峙した後、渡辺に「今日は楽しかった」と言った時は、少年のような笑顔になっていた。
神堂が「翔丸組」に入ったことにより、翔丸は事実上日本を制覇した。
語録
「すべてがゲームなんですよ」「生きること‥ゲーム。死ぬこと‥またゲーム。人生すなわちこれゲーム」
渡辺 清
翔丸組親衛隊長。翔丸の中学の同級生で、第一の配下。元々は翔丸をいじめていて、翔丸に恐喝をしようとした時に、カッターナイフで顔の真ん中、鼻の部分を横真一文字に切られる。教師には翔丸にではなく、自身で切ったと言う。なお、直接の描写は無いが、この際、渡辺配下の者は全員、翔丸に切られたと思われる。
翔丸と佐伯の対峙時、ヘリコプターに乗って上空から威嚇射撃をした。
翔丸と同じ能力は当然持っていないが、カッターナイフを手に尖兵の役を受け持つことが多い。
「翔丸組はヤワじゃねえ」の言葉を残す。
後に神堂が送り込んだヘリ隊（AH-64 アパッチ）との戦いで、機銃に蜂の巣にされ全身に153発の銃弾を浴びて戦死。死亡時は仁王立ちの状態で、顔は幸せそのものだった。なお、渡辺が撃たれている30mmチェーンガンは実際には装甲車両を破壊できるほどの威力を持ち、対人であれば1発で体が吹き飛ぶため、描写のような蜂の巣になるのは不可能である。
自身の戦死を予見していたかのように、『翔丸組回顧録』と言う手記を残していた。
佐伯 明男
佐伯組組長の息子。組員からは「若」と呼ばれ傅かれる存在だが外見は年齢より相当老けている。翔丸入学まで曙高校を掌握し、女教師に授業中フェラチオさせるなど、傍若無人に振る舞っていたが、翔丸に右頬から鼻柱にかけて切られ「翔丸組」に入る。後藤には「翔丸に手を引け」「器が違う」と忠告する。
添島
佐伯組組員。佐伯明男と同じ箇所を切られ「翔丸組」に入る。
後藤 一樹
佐伯組若頭で実質上の実権者。「翔丸組」に入る事を頑なに拒否する。まずは愛人の小松が「翔丸組」に入ったことで後藤の心が動かされた。渡辺を拉致した時にヘリにより上空から黒い棺桶を落とされる。それにはヘリからコントロール可能なミサイルが格納されており、これを見た後藤は降伏、佐伯明男と同じ箇所を切られ「翔丸組」に入る。
小松 今日子
後藤の愛人。後藤を落とすに当たり、先立って胸元を切られ「翔丸組」に入る。
佐伯 大造
佐伯組組長。極道社会で東のドンと呼ばれる。後藤の紹介により翔丸と会う。実の息子である佐伯明男に銃口を向けられ威嚇射撃をされる。明男に説得され、「翔丸組」に入る。切られた箇所は不明。
小泉 早苗
曙高校の新任教師で世界史担当。太腿を切られ「翔丸組」に入る。
安岡 忠
M警察署の署長。署に「万引きをした」と使い古されたカッターナイフを持ってきた翔丸に興味を持ち対面する。その時に右頬から左眼下にかけて切られ「翔丸組」に入る。翔丸と佐伯大造の対峙時に道路を遮断、戦車隊を通すという便宜を図る。
神堂 一（しんどう はじめ）
神堂コンツェルン総帥。日本を影から操るフィクサー。「日本はこのわしだ」と自負する。新宿に自身の「神堂ビル」を所有する。田上との話で翔丸に興味を持ち、調査させた。
翔丸には「群衆の前でこよなく酔いしれる事を愛する人物」また「隙がそこに見えた」と評される。
鉄道による移動時は特別列車を走らせることが出来る（何故かドイツの特急車両である）。自身の地元「神堂市」に「神堂駅」を造り、「神堂祭」を開催させている。翔丸が宣戦布告を行った時の「神堂祭」では、競技参加者の多数が既に「翔丸組」に入っていた。ここで日本刀を持った翔丸に宣戦布告される。
翔丸より先に動き、曙高校に手を回し私立神堂高校とし、配下の宇佐美薫を送り込むも、宇佐美が「翔丸組」に入ってしまい失敗する。
新興宗教「水明新教」を創っている。これは5歳の時に生母と別れ、母の代わりに観音菩薩に愛を委ねるようになったためである。母は離れ離れになった子供のこと（＝神堂）が気掛かりで、寺で毎朝観音菩薩を拝んでいた。後に飛び降り自殺をした。
翔丸の挑発に乗り、観音菩薩像を破壊するが、これにより冷静な判断をなくし、翔丸いわく「ゲームを捨てた」。「翔丸組」のエリート官僚を連行、「翔丸組とは何だ」と詰問する。
翔丸により、「母が生きていた」と遊園地に呼び出しを受ける。母は偽者であったが一瞬騙されかけ、翔丸に「本性にスキマあり」と言われ右頬から左目の上にかけて切られるも屈服せず、一旦退き、神堂高校への総攻撃をかける指令を行う。だがこの時「翔丸組に入って楽になれ」との翔丸の言葉を心に留めており、再び翔丸と対峙した時には総攻撃の指令を出したことを後悔、「もう遅い」と涙した。最後は「観音菩薩に代わるもの」と顔の真ん中を縦に切られ、「翔丸組」に入った。
田上 一男
自称土地ブローカー。神堂の配下で汚れ仕事を受け持っている。翔丸に「翔丸組へ入れてあげる」と言われる。顔を切られ「翔丸組」に入る。切られた箇所ははっきりとした描写は無いが、本吉と同じく顔の真ん中と思われる。
本吉 明（もとよし あきら）
田上のボディガード。機関銃を持って曙高校に殴り込みに来る。ヘリから飛び降りた翔丸に顔の真ん中を切られ「翔丸組」に入る。
三野 悟
新宿にいるチンピラ。翔丸にぶつかられたと絡む。翔丸はこの男には「お前のような男は翔丸組には入れられぬ」と言った。後に「ヘビに睨まれたカエルだった」と語る。
宇佐美 薫
神堂アーミー所属で神堂が創った新興宗教「水明新教」の巫女。神堂の手先として曙高校改め神堂高校の校長として赴任する。体格が大きい。
神堂はいつか日本初の女性総理大臣にするつもりで「鉄の女」として育て上げた。だが翔丸からは「しょせん女だ」と一喝される。
新興宗教の聖女として、甘い食物を口にするな、等の禁欲生活を強要されてきたが、翔丸に見抜かれる。翔丸がでっちあげたビデオを見せられ、自身が神堂に抱かれる映像に動揺、コーヒーに砂糖を入れて飲み、美味しいと感じる。その後翔丸に「翔丸組に入れてあげる」と言われ、額を切られ「翔丸組」に入る。髪を切り神堂に送り付け、テレビで会見し「水明新教」の内幕について糾弾した。
その会見時、田所から額の傷について質問され、それを「私の宝」と言った。
小磯 孝
水明新教信者。翔丸をライフルで撃とうとするも、余裕で歩いて向かってきた翔丸に恐れを抱き撃てなかった。左頬を切られ「翔丸組」に入る。
小谷 明・中川 幸一・柿沼 重男
「翔丸組」に入っているエリート官僚。3人とも右頬を切られている。神堂に連行され「翔丸組とは何だ」との問いに「愛すること、戦うこと、…生きること」と答えた。神堂は引退時、この3人に仕事を任せた。
白石 友代
曙高校の卒業生。翔丸と佐伯明男の対決の目撃者。後に勤務するデザイン事務所に田所の訪問を受ける。今でも時折「翔丸組に入るんだ」という翔丸の幻影に惑わされ、カッターを持つと冷たい眼差しが自分を見据えるような恐怖を感じると言う。
田所 陽一
朝売新聞社会部に所属する記者。宇佐美の会見で額の傷に興味を持つ。次に小谷ら官僚の会見で、やはり顔に傷を持っていることに気付く。宇佐美を再訪するも教えてもらえず、傷を持つ人物への調査の結果、ある国会議員に翔丸の存在を教えられる。
新宿の街中で偶然翔丸とぶつかり、気付いたようだがその後の行動は不明。
直接の描写は無いが、本作に出て来る関係者の回想は、田所の取材によるものという設定だと思われる。

## 用語
翔丸組
翔丸の「洗礼」を受けた者の集団。最初は曙高校の自身のクラスに付けた名であったが、後に翔丸配下を呼ぶ名となった。
翔丸がいないと一部の者は傍若無人に振舞う。

## 主な舞台
曙高校
翔丸が入学した都立高校。成績は三流とされている。佐伯組や神堂からの攻撃で破壊される描写が多い。

## 書誌情報
- 講談社〈モーニングKC〉、全3巻 ※現在絶版
  - 第1巻 1988年2月23日初版発行、ISBN 4-06-102634-8
  - 第2巻 1988年11月22日初版発行、ISBN 4-06-102660-7
  - 第3巻 1989年2月23日初版発行、ISBN 4-06-102670-4
- 講談社〈フェニックスKC〉、全1巻 ※現在絶版
  - 1994年8月初版発行、ISBN 978-4-06-329008-0
- 講談社〈講談社漫画文庫〉、全2巻 ※文庫版
  - 上巻 2004年1月初版発行、ISBN 978-4-06-360702-4
  - 下巻 2004年2月初版発行、ISBN 978-4-06-360703-1